# Comunidad Penitenciaria de Coro
La Comunidad Penitenciaria de Coro es el nombre que recibe un complejo carcelario  ubicado en la ciudad de Coro, la capital del Estado Falcón al noroeste de Venezuela.

## Historia
Fue inaugurada en 2008 como parte de los esfuerzos del Ministerio de Interior de Venezuela por establecer nuevos y mejores espacios para la población carcelaria del país. El centro de reclusión abarca un área de 21 hectáreas, con hasta 17 edificios que incluyen áreas administrativas, servicios al interno, áreas educativas, culturales, etc. Tuvo un costo de unos 62 millones de dólares. Posee un estadio propio. En julio de 2008 tenía 818 internos y secciones de mínima, mediana y máxima seguridad.